# Góry Zemplińskie

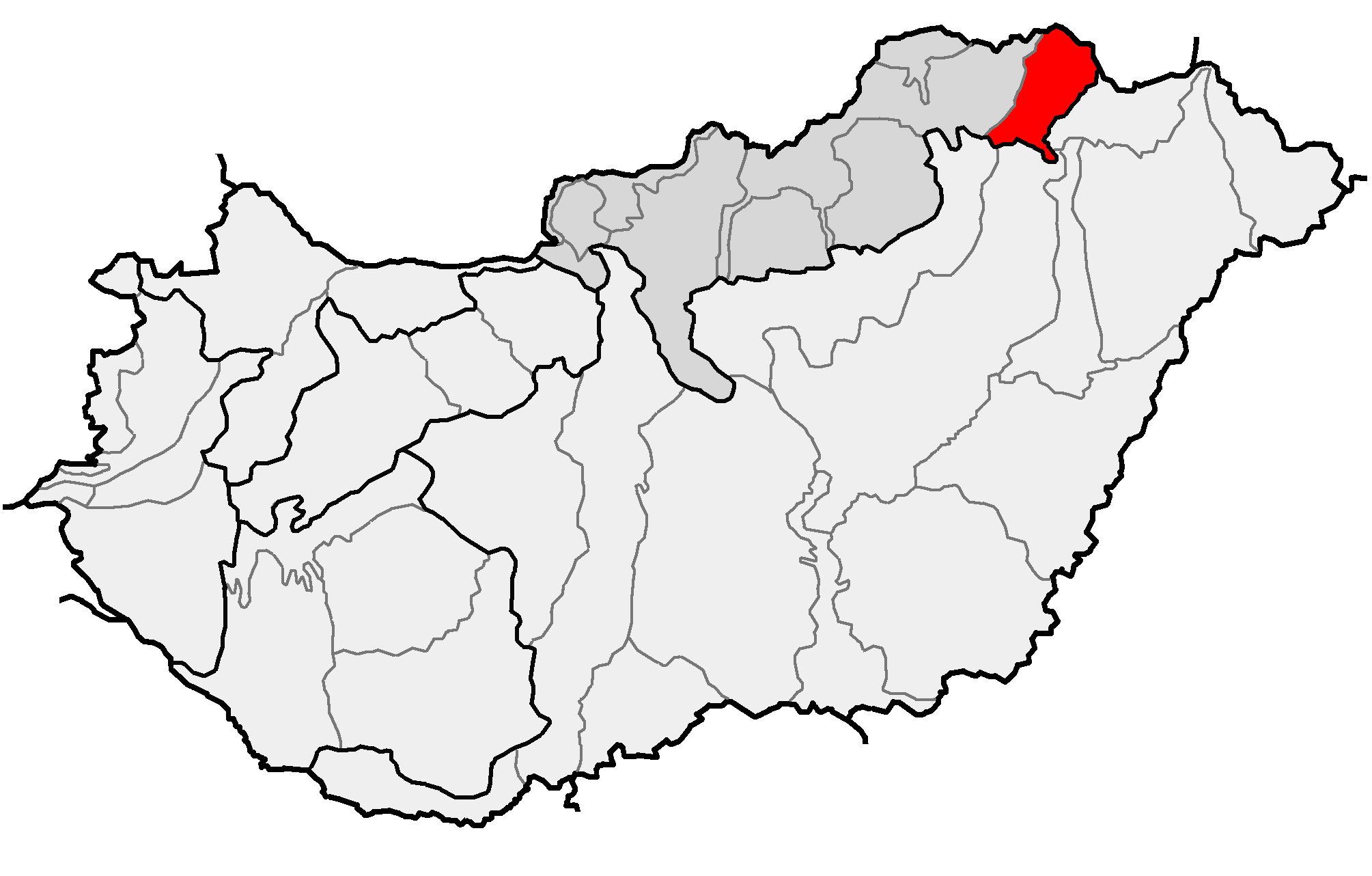
Położenie na mapie Węgier

Góry Zemplińskie (węg. Zempléni hegység, także Góry Tokajskie – Tokaji hegység) – pasmo górskie na Węgrzech w Karpatach Zachodnich, na północ od Wielkiej Niziny Węgierskiej. Południowa część Gór Tokajsko-Slańskich. 
Młode góry wulkaniczne, o średniej wysokości ok. 450 m n.p.m., najwyższy szczyt Nagy Milic - 895 m n.p.m. Lasy dębowe i bukowe zamieszkują jelenie, sarny, introdukowane muflony, dziki, żbiki, lisy, borsuki i liczne ptaki.
Niektóre miejscowości w okolicach: 
- Boldogkőváralja
- Erdőbénye
- Füzér
- Gönc
- Hollóháza
- Kéked
- Mád
- Monok
- Sárospatak
- Sátoraljaújhely
- Szerencs
- Telkibánya
- Tokaj

W Górach  znajduje się ponad 500 oznakowanych dróg turystycznych i 150 km tras rowerowych. W Sátoraljaújhely na turystów czeka park przygód.
Zamki w Górach Zemplińskich
- Boldogkő
- Sárospatak
- Regéc
- Szerencs
- Füzér

Pałace w Górach Zemplińskich
- Bodrogszerdahely, Pałac rodziny Vécsey
- Borsi (Borsa), Dom - miejsce urodzenia Franciszka II Rakoczego
- Füzérradvány, Pałac rodziny Károlyi
- Golop, Pałace rodu Vay
- Kéked, Pałac Melczera
- Pácin, Pałac rodu Mágócsi

Warto zwiedzić jeszcze Muzeum Kopalni Złota w Telkibánya i Muzeum Porcelany w Hollóháza.
W pobliżu Sárospatak, w Pálháza znajduje się najstarsza na Węgrzech - działająca od 1888 roku - kolejka leśna długości 7 km.